# Światła obrysowe
Światła obrysowe – światła stosowane w pojazdach drogowych wyznaczające zewnętrzny obrys pojazdu, są montowane z przodu, z tyłu, jak i z boku pojazdu. Światło obrysowe zwiększa widoczność pojazdu oraz bezpieczeństwo uczestników ruchu drogowego.
Światła obrysowe wymagane są w pojazdach o szerokości powyżej 2,1 metra, a mogą być instalowane w pojazdach o szerokości powyżej 1,8 metra, a nie przekraczającej 2,1 metra.